# Alberto Isaac
Alberto Isaac Ahumada, né le 18 mars 1925 à Mexico - mort le 9 janvier 1998 à Mexico, est un nageur olympique mexicain, ainsi qu'un réalisateur, scénariste, acteur et producteur de cinéma. Il fut également critique de cinéma, caricaturiste, et membre de l'Institut mexicain de cinématographie.

## Biographie

### L'enfance et les premières années
Alberto Isaac Ahumada est né à Mexico en 1925. Son père étant décédé alors qu'il n'était qu'un jeune enfant, il est élevé dans l'État de Colima par trois de ses tantes et un oncle, qui dirige un cinéma. Il suit des études pour être professeur, mais ne se consacre à l'enseignement que très peu de temps. Il retourne à Mexico, où il écrit dans la section des sports d'un quotidien et devint rapidement caricaturiste pour la revue Esto du groupe OEM. Puis il devient rédacteur en chef de la section divertissements, en même temps qu'il participe aux journaux El Universal, El Sol de México, et Novedades.

### Les années olympiques
Alberto Isaac est également un nageur de niveau olympique. En 1941, il est le premier Mexicain à nager le cent mètres nage libre en moins d'une minute, à La Havane, à Cuba, avec 59 secondes 08. Surnommé la flèche de Colima, il nage aux Jeux de Londres en 1948, et aux Jeux d'Helsinki en 1952.

### Les années 1950
Dans les années 1950, Isaac cherche d'autres moyens d'expression. Tout en conservant ses rôles de rédacteur, rédacteur en chef, et dessinateur, il s'exerce notamment à la céramique. C'est d'ailleurs certainement dans ce métier qu'il rencontre le céramiste Hugo Velásquez qui apparaîtra dans deux de ses films.

### Les premiers pas au cinéma
En 1964, la STPC ouvre au public le Premier Concours du Film Expérimental, qui prétend donner à de nouveaux talents l'opportunité d'entrer dans l'industrie du cinéma mexicain, alors très fermée. Isaac y voit l'occasion rêvée de tenter sa chance. Trente réalisateurs amateurs participent, douze films sont présentés, et Isaac remporte le second prix avec En este pueblo no hay ladrones. Isaac et le critique de cinéma Emilio García Riera avaient décidé d'adapter une nouvelle de leur ami Gabriel García Márquez, alors inconnu. Le film avait été tourné en trois semaines à Mexico et à Cuautla, en utilisant parcimonieusement un budget restreint. Il raconte l'histoire d'un jeune fauteur de troubles (incarné par Julián Pastor) dérobant les boules de billard de la salle de jeu locale, seule source de distraction du petit village. On peut voir apparaître dans ce film un véritable Who's Who de la scène artistique mexicaine de l'époque : Luis Buñuel, Arturo Ripstein, Alfonso Arau, José Luis Cuevas, l'écrivain Juan Rulfo, les caricaturistes Ernesto García Cabral et Abel Quezada, l'actrice Elda Peralta, le critique Carlos Monsiváis, ainsi qu'Isaac, sa femme Lucero, Emilio García Riera et Gabriel García Márquez eux-mêmes.
Ce film est un succès, mais Isaac doit attendre trois ans avant que le producteur Alfredo Ripstein Jr. (le père d'Arturo) lui offre la possibilité de diriger Las visitaciones del diablo (1968).

### Les documentaires sportifs
À la fin des années 1960, Issac concilie ses deux passions, le cinéma et le sport, en dirigeant deux documentaires sur deux événements majeurs se déroulant à Mexico : les Jeux olympiques d'été de 1968 et la Coupe du monde de football de 1970. Ce deuxième film, présenté comme une fiction, sort également sous le nom The World at Their Feet.

### La nouvelle vague mexicaine: les années Echeverría
Luis Echeverría, président du Mexique de 1970 à 1976 offre aux cinéastes un nouveau terrain d'expression, en relâchant la censure cinématographique et télévisuelle, et en leur ouvrant de nouveaux sujets tels que la politique. Après le personnel Los días del amor, Isaac est engagé par les studios Churubusco pour El rincón de las vírgenes (1972). Puis la société d'état CONACINE produit Tívoli (1975), Cuartelazo (1977), et Las noches de Paloma (1978). Alberto Isaac est alors un proche de Luis Echeverría qu'il accompagna au Chili lors d'un voyage officiel en 1972.
Ces cinq longs métrages sont tous des films d'époque : Los Días del amor se déroule en 1927, El rincón de las vírgenes dans les années 1920, Tivoli au début des années 1950, Cuartelazo et Las noches de Paloma pendant la révolution mexicaine. L'inspiration se partage entre l'autobiographie (l'utilisation récurrente de Colima), les histoires de Juan Rulfo (El rincón de las vírgenes), les contes grivois de Boccace (Las noches de Paloma) et l'Histoire (Cuartelazo).
Durant cette période, Isaac fait appel de manière récurrente aux mêmes acteurs. On peut citer José Luis Cuevas, Alfonso Arau, Arturo Beristáin, Héctor Ortega, Juan José Martínez Casado, Pancho Córdova, et Dolores Beristáin.

### Les années Portillo
Avec l'arrivée à la présidence de José López Portillo en 1976, une commission de surveillance télévisuelle est mise en place, la RTC, présidée par Margarita López Portillo (sœur du président), qui aborda une politique conservatrice, et réduisit les budgets alloués aux productions cinématographiques d'état. Des réalisateurs tels qu'Alberto Isaac, Felipe Cazals, Jorge Fons ou José Estrada connaissent des difficultés à partir de cette époque. Alberto Isaac rédige des critiques dans le magazine Esto, ce qui valut à tous les Isaac du Mexique d'être blacklistés de l'industrie du cinéma durant le mandat de Margarita López Portillo. Deux projets de films furent annulés sous l'influence de la RTC, et Isaac fut finalement renvoyé des magazines Esto et El sol de México.
Pendant ce sextennat difficile, Isaac réalise un seul long métrage, le drame Tiempo de lobos, en 1981.

### Les années 1980
En 1980, Isaac est membre du jury de la Berlinale. En mars 1983, il est nommé à la tête du tout nouvel Institut mexicain de cinématographie (l'IMCINE), jusqu'à sa démission en 1986. Il y organise un nouveau concours de cinéma expérimental, en hommage à celui qui lui avait ouvert les portes du métier vingt ans plus tôt.
En 1986, Isaac renoue avec le succès grâce à Mariana, Mariana, fondé sur un roman de José Emilio Pacheco. Le film remporta huit Ariels, la distinction cinématographique la plus élevée du Mexique. En 1988, Isaac reforme en partie l'équipe pour diriger ¡Maten a Chinto!, film noir qui décrit l'accès de violence inexpliqué d'un gérant d'hôtel, précipitant l'issue sanglante d'une prise d'otages.

### Les dernières années
En 1993, Alberto Isaac publia un livre d'entretien avec le directeur de photographie Gabriel Figueroa.
Il réalisa son dernier long métrage, la comédie Mujeres insumisas, en 1994. Le film reçut seize nominations aux Ariels, et remporta deux prix : Meilleur second rôle féminin et Meilleur montage.
En 1997, un mois avant sa mort, il annonce la pré-production d'un film intitulé Señas de identidad, inspiré d'un roman de José Emilio Pacheco sur le Massacre de Tlatelolco en 1968. Mais la crise économique que connait le Mexique après 1994 vaut au projet de ne pas voir le jour.
Alberto Isaac consacre également ses dernières années à la peinture. En 1994, il fait sa première exposition à Colima, puis à l'Université de Guadalajara en 1995. Il décède le 9 janvier 1998 d'un arrêt cardiaque. Il est incinéré, et sa dernière épouse Julieta Sanjuan dissémine ses cendres au-dessus de l'océan.

### Les hommages
De son vivant, son nom fut donné à une rue de la ville de Colima et à la piscine olympique de l'Unidad Deportiva Morelos située dans la delegación Gustavo A. Madero de Mexico. Après sa mort, une plaque à son nom est installée sur la jetée de Cuyutlán, là où ses cendres ont été versées. Ses œuvres artistiques sont regroupées à la maison de la culture de Comala.

### La famille
Alberto Isaac fut marié quatorze ans à Lucero, qui travailla sur plusieurs films de son mari (jusqu'à Tiempo de lobos), et fit quelques apparitions à l'écran. Elle eut sa propre carrière en tant que scénographe à succès. Elle remporta quatre Ariels.
Le fils d'Alberto et Lucero, Claudio, a marché dans les traces de son père en tant qu'artiste et cinéaste. Après être apparu comme caméo dans plusieurs films de son père, il réalisa son premier long métrage à 20 ans, Crónica íntima (1976). Sa carrière fut également contrariée par Margarita López Portillo.
En 1984, Isaac se remaria avec Julieta Sanjuan.

## Filmographie

### Comme réalisateur
- 1965 : En este pueblo no hay ladrones
- 1968 : Las visitaciones del diablo
- 1969 : Olimpiada en México
- 1970 : The World at Their Feet
- 1970 : Fútbol México 70
- 1972 : Los días del amor
- 1972 : El rincón de las vírgenes
- 1973 : Cita en Guadalajara
- 1974 : Entrevista Echeverria-Ford
- 1975 : Tívoli
- 1977 : Cuartelazo
- 1978 : Las noches de Paloma
- 1980 : El pueblo del sol
- 1981 : Tiempo de lobos
- 1987 : Mariana, Mariana
- 1990 : ¡Maten a Chinto!
- 1995 : Mujeres insumisas

### Comme scénariste
- 1965 : En este pueblo no hay ladrones de lui-même
- 1968 : Las visitaciones del diablo de lui-même
- 1969 : Olimpiada en México de lui-même
- 1972 : Los días del amor de lui-même
- 1972 : El rincón de las vírgenes de lui-même
- 1975 : Tívoli de lui-même
- 1977 : Cuartelazo de lui-même
- 1981 : Tiempo de lobos de lui-même
- 1981 : ¡Pum! de José Estrada
- 1990 : ¡Maten a Chinto! de lui-même
- 1995 : Mujeres insumisas de lui-même

### Comme producteur
- 1965 : En este pueblo no hay ladrones de lui-même

### Comme acteur
- 1965 : En este pueblo no hay ladrones de lui-même
- 1965 : Tiempo de morir de Arturo Ripstein
- 1968 : The Young Animals de Maury Dexter
- 1971 : Si tu crois fillette (Pretty Maids All in a Row) de Roger Vadim
- 1977 : Cuartelazo  de lui-même
- 1978 : El año de la peste de Felipe Cazals
- 1979 : Crónica íntima de Claudio Isaac
- 1980 : El jugador de ajedrez de Juan Luis Buñuel

## Distinctions cinématographiques

### Récompenses
- 1983 : Déesse d'argent du Meilleur Film des Journalistes du Cinéma Mexicain pour Tiempo de lobos
- 1988 : Prix Ariel d'Or et Ariel d'Argent du Meilleur réalisateur pour Mariana, Mariana

### Nominations
- 1995 : nommé pour la Coquille d'or du Festival international du film de Saint-Sébastien pour Mujeres insumisas
- 1996 : nommé pour l'Ariel d'Argent dans les catégories Meilleur réalisateur, Meilleur histoire originale, et Meilleur scénario pour Mujeres insumisas